# زهرا بنی‌یعقوب
زهرا بنی یعقوب (۱۳۵۹ در تهران – ۱۳۸۶ در همدان) پزشک ایرانی بود که در بازداشتگاه ستاد امر به معروف و نهی از منکر شهر همدان جان باخت. مقامات جمهوری اسلامی علت درگذشت او را «خودکشی در بازداشتگاه» اعلام کردند.

## زندگی
زهرا بنی‌یعقوب دانش‌آموخته دبیرستان فرزانگان تهران (وابسته به سازمان ملی پرورش استعدادهای درخشان) و دانشکده پزشکی دانشگاه علوم پزشکی تهران بود. او توانسته بود نفر ۲۳ کنکور سراسری شود.

## مرگ
او در بیست مهر ۱۳۸۶ در حین صحبت با نامزدش در یکی از پارک‌های همدان به اتهام «ارتکاب جرم مشهود» توسط نیروهای بسیج دستگیر و به بازداشتگاه ستاد امر به معروف و نهی از منکر همدان فرستاده شده بود. پس از ۴۸ ساعت، خانواده‌اش که برای آگاهی از وضعیتش به نیروی انتظامی همدان مراجعه کرده بودند با خبر مرگ وی روبرو شدند.
بر طبق گزارش‌های رسمی، زهرا بنی یعقوب در زندان در شب بازداشت «با استفاده از پارچه پلاکارد تبلیغاتی» خودکشی کرده است. در صورتی که خانواده وی و برخی از رسانه‌ها قتل توسط ضرب و شتم در بازداشت را عامل مرگش دانسته‌اند.
پدر زهرا بنی یعقوب عضو سپاه پاسداران انقلاب اسلامی بوده است، به‌طوری‌که تعدادی از فرماندهان سپاه در دیدار با ناطق نوری «کشته شدن دختر یکی از همکاران خود توسط ستاد امر به معروف و نهی از منکر همدان را نوعی برخورد با خود دانسته و از وی خواستند که در این باره وارد عمل شود».
مهرانگیز کار نیروهای انتظامی را در این ماجرا مقصر دانسته است. گروهی از نمایندگان سابق مجلس و نیز شیرین عبادی خواستار تحقیقات وسیعتری شده‌اند. مرگ او که توسط رسانه‌های خارج از ایران و برخی رسانه‌های داخل ایران پوشش خبری یافت جنجال‌برانگیز بوده است.

## روند پرونده
من رفتم پزشکی قانونی و خودم جسد دختر نازنینم را دیدم. در بهشت زهرا دیدم فرق راست سرش شکسته بود، صورتش خونین بود، گوش و بینی‌اش خونریزی داشت. اعلام می‌کردند خودکشی کرده، اما ما را بردند پیش معاون استانداری همدان و او به ما گفت شما در خانه و به فامیل و آشنا بگویید ایست قلبی کرده یا ماشین به او زده و فرار کرده و ما جبران خواهیم کرد. اینها یعنی چه؟ اگر خودکشی کرده بود چه چیزی را می‌خواستند جبران کنند؟ چرا از ما چنین می‌خواستند؟— پدر زهرا بنی‌یعقوب، 
دستگاه قضایی همدان پرونده قتل وی را بست و برای متهمان نیز قرار منع تعقیب صادر کرد. در پی اعتراض شاکیان، پرونده به دادگاه تجدید نظر در استان تهران ارجاع داده شده است. در نهایت کلیه متهمان این پرونده تبرئه شدند.
- علیرضا جمشیدی سخنگوی قوه قضاییه در ۳۰ مهر ۱۳۸۷ در خصوص آخرین وضعیت پرونده بنی‌یعقوب گفت «پرونده پزشکی این فرد مورد بررسی و در نهایت رای هیئت پزشکی قانونی خودکشی اعلام شده است.»[۱۱]

## واکنش‌ها
- علی مطهری نماینده تهران در مجلس ۱۸ مرداد ۱۳۸۸ در پاسخ به سؤالی دربارهٔ بیانیه نیروی انتظامی مبنی بر برخورد با خاطیان بازداشتگاه کهریزک گفت «صدور این بیانیه کفایت نمی‌کند بلکه باید مجازات آنها هر چه سریع تر تعیین و ترتیبی اتخاذ شود که مردم از مجازات آنان مطمئن شوند نه مثل قتل‌های زنجیره ای یا مرگ زهرا کاظمی و زهرا بنی یعقوب که سرانجام معلوم نشد آیا افراد خاطی مجازات شدند یا خیر.»[۱۲]
- در جریان مناظره‌های انتخاباتی ریاست جمهوری در انتخابات ۸۸ مهدی کروبی در مناظره با محمود احمدی‌نژاد اسم زهرا بنی‌یعقوب را آورد.[۱۳]